# Oslo Conference on Cluster Munitions
Die Oslo Conference on Cluster Munitions war eine am 22./23. Februar 2007 in Oslo abgehaltene Konferenz, auf der über Maßnahmen zur Ächtung von Streumunition beraten wurde. Die Oslo-Konferenz, an der Vertreter aus 49 Staaten sowie 4 Organisationen der UNO und zahlreiche Nichtregierungsorganisationen teilnahmen, war auf Initiative Norwegens zustande gekommen. Eine Fortsetzung der Verhandlungen erfolgte vom 23. bis 25. Mai 2007 in Lima, Peru.

## Hintergrund
Vorherige Versuche eines Verbotes von Streumunition im Rahmen der 1981er Konvention über das Verbot oder die Beschränkung des Einsatzes bestimmter konventioneller Waffen (CCW) scheiterten bisher stets an der Blockadepolitik der USA und Russlands. Die Konferenz war ein gezielter Versuch Norwegens außerhalb der CCW, welche auf Konsensentscheidungen beruht, eine Ächtung von Streumunition zu erzielen.

## Ergebnisse der Konferenz in Oslo vom 22./23. Februar 2007
46 der 49 Teilnehmerstaaten stimmten einem Verbot „der Verwendung, der Produktion, der Lieferung und der Lagerung von Streubomben“ zu, das 2008 in Kraft treten soll. Die Nichtunterzeichner Japan, Polen und Rumänien plädierten für eine Lösung im Rahmen der 1981er Convention on Certain Conventional Weapons.
China, Indien, Israel, Pakistan, Russland und die USA nahmen nicht an der Konferenz teil.

## Ergebnisse der Konferenz vom 23. bis 25. Mai 2007 in Lima, Peru
In Lima stimmten weitere 28 Staaten, unter ihnen Deutschland, zu einem Abkommen für ein Verbot von Streumunition beizutreten. Unter ihnen waren die von Streumunition betroffenen Länder Albanien, Kambodscha, Tschad, Guinea-Bissau, Laos, der frühere Anwenderstaat Nigeria, der Streumunition-Produzent Griechenland sowie Guinea-Bissau, Nigeria, Thailand, Saudi-Arabien und Yemen als Länder, die über Bestände von Streumunition verfügen.
Weitere Treffen sind für Dezember 2007 in Wien, Österreich, für Februar 2008 in Wellington, Neuseeland und für Mai 2008 in Dublin, Irland geplant.